# 제니퍼 시에벨 뉴섬

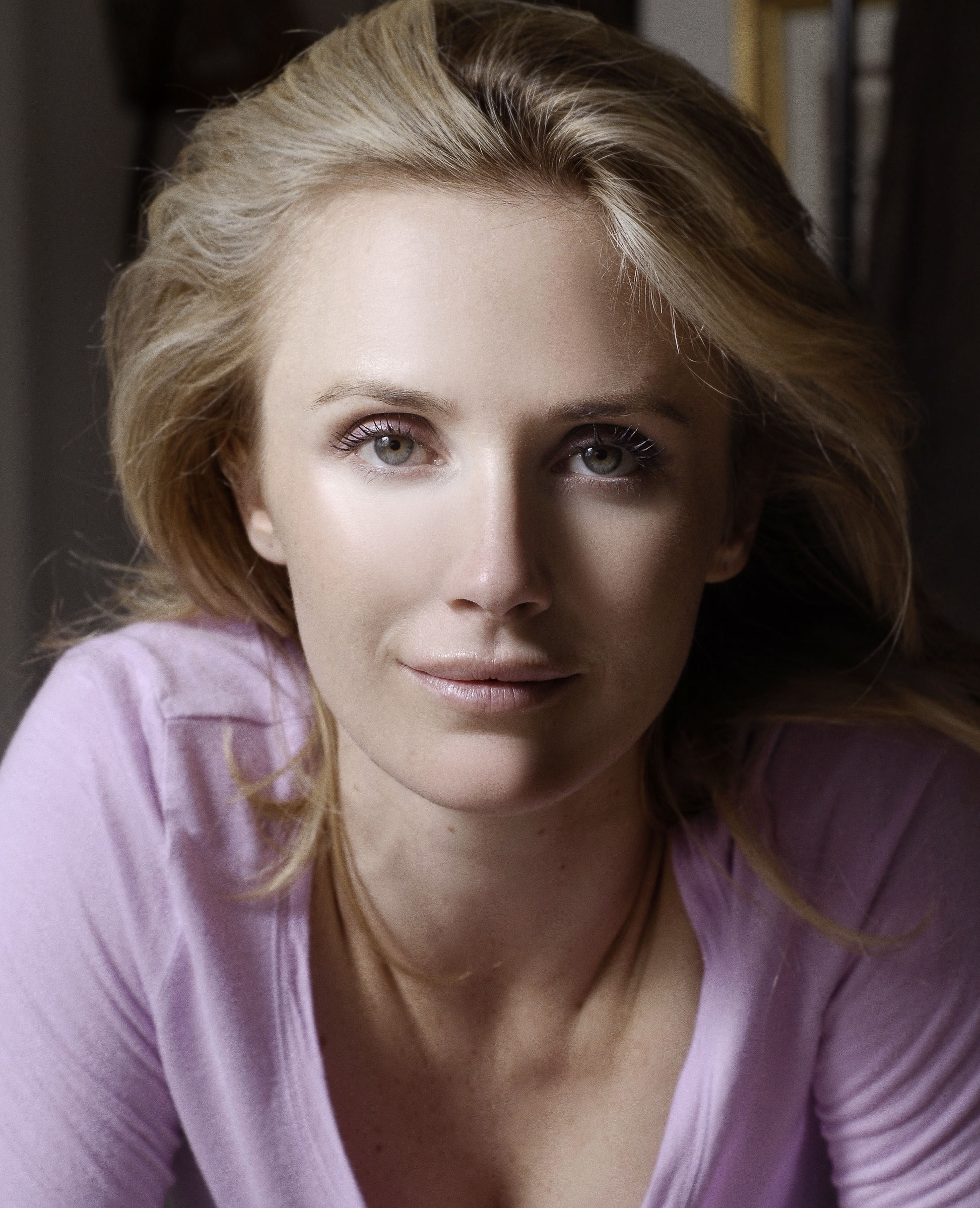

제니퍼 시에벨 뉴섬(Jennifer Siebel Newsom, 1974년 6월 19일 ~ )은 미국의 배우, 연극 배우, 텔레비전 배우, 영화배우, 퍼스트 레이디이다.
샌프란시스코에서 태어났다.

## 영화
- 더 그레이트 아메리칸 라이 (2019년)
- 더 마스크 유 리브 인 (2015년)
- 슬리핑 위드 더 라이언 (2014년) - 코랄 역
- 미스 리프리젠테이션 (2011년)
- 다운 포 라이프 (2009년)
- 트러블 위드 로맨스 (2009년)
- 매드 맨 2 (2008년) - 주니타 카슨 역
- 내니 익스프레스 (2008년)
- 라이프 (2007년) - 제니퍼 코노버 역
- 본 드라이 (2007년)
- 엘라의 계곡 (2007년)
- 디노크록 (2004년)